# Acartia bispinosa
Acartia bispinosa is een eenoogkreeftjessoort uit de familie van de Acartiidae. De wetenschappelijke naam van de soort is voor het eerst geldig gepubliceerd in 1907 door Carl.